# Fabrik (tidskrift)
Fabrik är en nordisk konst- och litteraturtidskrift med fokus på samtida konstnärligt arbete i främst Sverige, Norge, Finland och Danmark. Tidskriften grundades av Sara Gunn och Jenny Rosengren och kom ut med totalt åtta nummer under perioden 2003-2006. Fabrik är en verkcentrerad artist book. 